# Alcuni cerchi
Alcuni cerchi, noto in inglese come Several Circles (in italiano: Diversi cerchi) e noto in tedesco come Einige Kreise (in italiano: Alcuni cerchi) è un'opera di Vasilij Kandinskij realizzata tra il gennaio ed il febbraio del 1926.
Dipinto a olio su tela, dalle dimensioni di 140,3x140,7 cm, è conservato presso il museo Solomon R. Guggenheim Museum (Museo di Solomon Robert Guggenheim) a New York negli Stati Uniti d'America. L'opera è numerata con il numero di inventario del museo 41.283.
Influenzato dal Bauhaus, dal costruttivismo, dal suprematismo prima che dall'astrattismo, Kandinskij realizza uno studio sulle forme ed i colori e le loro relazioni. Nella tela a sfondo nero, le cui sfumature seguono armoniosamente le figure colorate, si stagliano alcuni cerchi che sembrano fluttuare nel vuoto e che ricordano i pianeti che orbitano nell'universo secondo le leggi della reciproca attrazione gravitazionale: alcuni di essi sono più isolati rispetto ad altri che invece formano degli agglomerati più consistenti.
La sovrapposizione del cerchio blu, predominante sugli altri per grandezza, su un cerchio bianco sfumato nei contorni richiama le eclissi lunari: con un impiego di forme geometriche e colori Kandinskij realizza così un'opera che appaga anche i sensi e non solo l'occhio.
Il cerchio nero interno a quello blu è richiamato da altri cerchi più piccoli dello stesso colore che costellano l'intera opera.
I colori sono come trasparenti e il quadro mostra una straordinaria abilità del pittore nel rappresentare le variazioni tonali dei "cerchi-pianeti" che si sovrappongono e si eclissano a vicenda, senza però oscurarsi reciprocamente del tutto.